# Biserica Anglicană

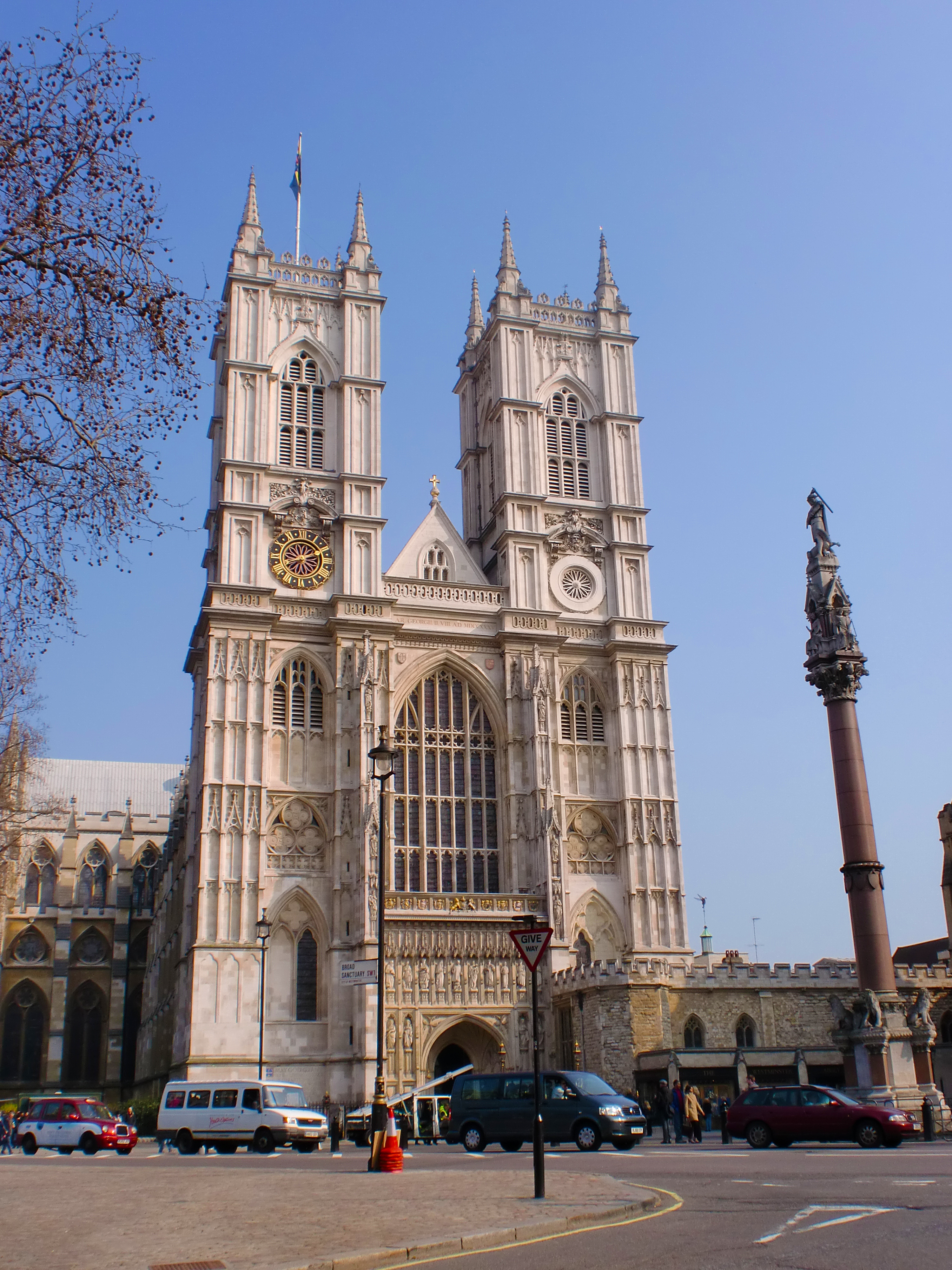
Westminster Abbey, catedrala Bisericii Anglicane

Biserica Anglicană (Church of England) este o biserică istorică, despărțită de Biserica Romei în timpul Reformei protestante, în Anglia, prin ruptura regelui Henric al VIII-lea de papa Clement al VII-lea, care a refuzat să-i accepte divorțul. În Scoția și SUA poartă denumirea oficială de „Biserica Episcopaliană”.

## Istorie

### Începuturi
Primii misionari în Anglia au fost monahii celți: irlandezi, scoțieni și bretoni. Prima mențiune a unui episcop englez datează de la Sinodul de la Arles din 314, la care au participat episcopii de Londra și York. Totuși cel dintâi misionar “în masă” a fost sfântul Augustin de Canterbury (d. 604), trimis de Papa Grigore I cel Mare. La Rusalii, pe data de 1 iunie 597, regele Ethelbert primi botezul, apoi pe 16 noiembrie, Augustin a fost hirotonit arhiepiscop de Canterbury. Cu toate că inițial creștinii englezi aveau un sistem bisericesc celtic, primii cinci arhiepiscopi cantareni au fost italieni, apoi al șaselea englez, iar al șaptelea a fost sfântul Teodor de Tars, un grec, care a organizat biserica engleză după sistemul grecesc.
Monahii englezi au pornit în misiune, evanghelizând frizonii și belgienii. O mare parte din sfinții locali de la Utrecht și Stavelot datează din acestă epocă.
Primul mare dascăl englez al Bisericii a fost sfântul Beda Venerabilis (d. 735). Un alt mare dascăl al Bisericii a fost sfântul Dunstan de Canterbury (d. 988), care a înlocuit pravilele monastice celtice cu regula benedictină. Apogia patrologiei și pastoralei englezești a fost sfântul Anselm de Canterbury (d. 1109). Acesta a reușit să se impună, atât în fața regelui William al II-lea, cât și în fața papei Urban al II-lea, încât a primit titlul de alterius orbis papa.
Conflictul dintre biserică și rege s-a intensificat în timpul lui Thomas Becket de Canterbury, care a fost asasinat în 1170 de către trimișii regelui, apoi canonizat de Biserică, trei ani mai târziu. Conflictul dintre Roma și rege a crescut, îndeosebi în timpul regilor Eduard I și Eduard al II-lea, iar acest conflict se datora anatelor (impoziturilor) pe care le percepea papa Romei în Anglia.

### Henric al VIII-lea
Încă înainte de reformă, regele Angliei exersa o influență considerabilă asupra Bisericii engleze. Aceasta explică de ce reforma în Anglia n-a fost începută de teologi individuali, ci de monarhul însuși.
Pe când era încă prinț, Henric al VIII-lea voia să devină preot, lucru pentru care a studiat teologia. La începutul domniei sale, s-a arătat fiu ascultător față de Biserica Romană. A scris o lucrare despre cele șapte taine, împotriva învățăturii lutherane, iar pentru aceasta, papa i-a acordat titlul de «defensor fidei» (apărător al credinței). Împreună cu cancelarul său, Thomas More, regele se opunea traducerii Bibliei întregi de către William Tyndale.

### Ruptura
Motivul rupturii cu papalitatea își are originea în dorința regelui de a divorța de Ecaterina de Aragon și de a se recăsători cu Ana Boleyn, o doamnă de la curte, fiindcă soția sa nu reușea să-i ofere un moștenitor. Papa Clement VII refuză să declare nulă căsătoria lui Henric cu Ecaterina; de aceea regele a rupt legătura cu Roma.
Iată de ce Biserica Anglicană nu poate fi considerată drept Biserică protestantă, ci mai degrabă Biserică occidentală catolicească, ruptă de Roma.
Henric VIII a pregătit hirotonirea arhiepiscopală a lui Thomas Cranmer în 1533. Apoi, în ciuda preferințelor de altă dată, a autorizat în 1537 publicarea primei traduceri a Bibliei întregi în limba engleză, traducere a lui Tyndale. Prin Interzicerea apelurilor și Actul anatelor, Henric se debarasă de pretențiile financiare ale papei. În 1536 și 1539 a desființat cele vreo șase sute de mănăstiri, confiscându-le averile. Henric a avut de asemenea inițiativa de primului CPB, care a fost de fapt elaborat de Cranmer.
În timpul regelui Eduard VI, evanghelicii de tendință calvină veniră la putere. Cranmer se apropie de reformatorii de pe continent. În 1549 Eduard publică primul CBP, care avea o nuanță foarte catolică, apoi în 1582 a publicat o nouă edițiune revizuită, cu multe formule calvine.
Maria Tudor a refăcut unirea cu Roma. A ars pe rug în jur de trei sute de episcopi și alți capi au reformei, printre care Thomas Cranmer.
Elisabeta I, noua regină și verisoara Mariei Stuard, a avut de calmat conflictul între spiritele pro-catolice și cele evanghelice. Elisabeta găsi o cale de mijloc: «să primești rezultatele umaniștilor, să stârpești toate obiceiurile care nu se putuseră dezvolta în urma unui sentimentalism irațional și în urma unei blândețe perverse, să păstrezi tot ceea ce exista în primele veacuri [creștine]». (Creighton). Compromisul doctrinal este conținut în Cele treizeci și nouă de articole.
S-a ocupat cu multă meticulozitate de hirotonirea întru episcop a lui Matthew Parker, ca arhiepiscop de Canterbury.
Vezi articolul amănunțit Succesiunea apostolică anglicană.
Hirotonirea lui Matthew Parker l-a determinat pe papa Pius V să emită în 1570 bula Regnans in excelsis, prin care o excomunica pe Elisabeta I. Participarea obligatorie la liturghia anglicană a devenit un semn de loialitate față de regină. Unul din cei care au încercat să potolească gâlceava dintre catolici și puritani a fost Richard Hooker. Începând cu acest moment, cele două grupări a trebuit să dea dovadă de o toleranță reciprocă numită comprehensiveness. Pe baza acesteia, Biserica Anglicană se consideră drept un model de împăcare între ramurile catolică și protestantă ale creștinismului întreg.

### Urmarea
Anglo-evanghelicii s-au remarcat în timpul lui John Wesley (†1791), care a dorit întoarcerea la Evanghelie. Datorită faptului că nu a fost băgat în seamă de ierarhie, John Wesley a hirotonit preoți și episcopi cu de la sine putere, ceea ce a provocat ruperea de către Biserica Anglicană, și nașterea unei noi formațiuni: Biserica Metodistă.
În epoca modernă tendința de apropiere față de Biserica Catolică a prins vigoare prin Mișcarea de la Oxford, sau tractarienii. În 1827 Keble a scris Anul creștin, apoi a ținut o renumită conferință numită Apostazia națională, prin care voia întoarcerea Bisericii Anglicane la epoca patristică. Capul mișcării, John Henry Newman, a ajuns până la a rupe ascultarea anglicană în 1845, intrând în Biserica Romano-Catolică. Mai târziu a devenit cardinal. Totuși influența tractarienilor a fost atât de puternică, încât a determinat atât reforma liturgică anglicană din anii 1920, cât și pe cea romano-catolică din anii 1970.
Articol principal : Istoria Bisericii Anglicane.

## Organizarea clerului

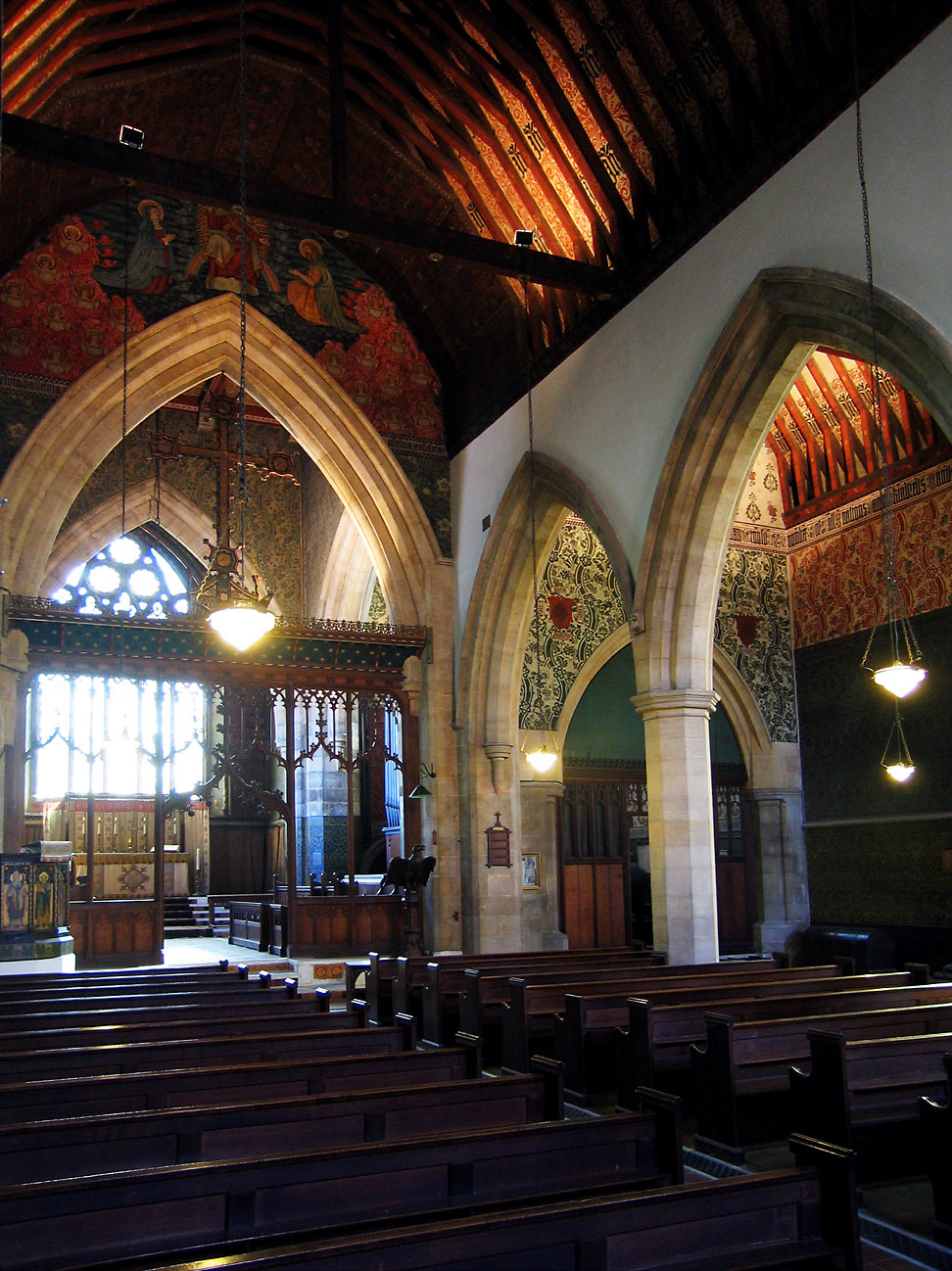
Biserica Tuturor Sfinților, Oxford.

Arhiepiscopul de Canterbury e întâi-stătătorul provinciei sale, Anglia, precum și președintele consiliului episcopilor anglicani din lumea întreagă, fără însă a avea peste ei un rol, altul decât onorific, primus inter pares. Episcopii din lumea întreagă se reunesc cu ocazia conferințelor de la Lambeth. Arhiepiscopul actual de Canterbury e Rowan Douglas Williams.
- Lista cu provinciile bisericești anglicane

## Succesiunea apostolică
Bisericile anglicane au o preoție de succesiune apostolică neîntreruptă. Cu toate că papa Leon al XIII-lea a pus-o la îndoială, Bisericile anglicane ar fi recuperat-o printr-un episcop asirian, cât și prin episcopii vetero-catolic și suedez.
Anglicanii sunt în comuniune deplină cu Biserica Veche Catolică, începând cu anul 1921.
Bisericile anglicane din Europa fac parte din uniunea Bisericilor de la Porvoo, adică se află în «comuniune de altar și scaun» cu celelalte Biserici din această uniune, ceea ce înseamnă intercomuniune euharistică și de hirotonire. La hirotonirea unui episcop anglican, hirotonitorul principal e anglican, pe când hirotonitorii secundari, unul e vechi-catolic, celălalt suedez.
În data de 20 martie 1936 Biserica Ortodoxă Română a recunoscut validitatea hirotonirilor anglicane.

## Sfintele taine

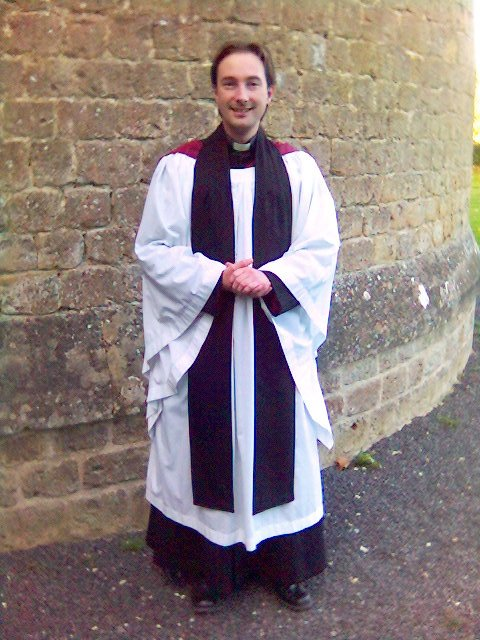
Preot anglican cu epitrahil negru și fără felon, potrivit ținutei sobre din secolul al XVII-lea.

Biserica anglicană săvîrșește două taine principale, «care pot fi deduse explicit din spusele Domnului în Evanghelie» : botezul și euharistia. Totuși Biserica anglicană recunoaște și cinci taine secundare, a căror instituire nu se află consemnată în cele patru evanghelii : mirungerea, căsătoria, maslul, spovedania și hirotonia. 
Bisericile locale anglicane folosesc ritul anglican, care are două orientări liturgice și teologice: ritul din 1662, cu rânduiala slujbelor de la epoca respectivă, cu veșminte preoțești sobre, cu un limbaj arhaic, cu o preocupare față de mântuirea individuală; și ritul contemporan, ce rezultă din două reforme (prima în anii 1920, a doua din anii 1970), datorat mai cu seamă ieromonahului Gregory Dix, cu o rânduială a slujbelor după o structură teologică din primul mileniu, cu veșminte preoțești și ceremonii fastuoase, cu un limbaj modern, cu o preocupare față de mântuirea colectivă.
Ritul din 1662 se bazează pe Common Prayer Book (Cartea de rugăciuni obștești), care corespunde liturghierului și ceaslovului din ritul bizantin sau armean, și care corespunde liturghierului și breviarului din ritul latin.
Ritul contemporan se bazează pe cartea numită Alternative Service Book.
Articol principal : Ritul anglican.

## Ramuri

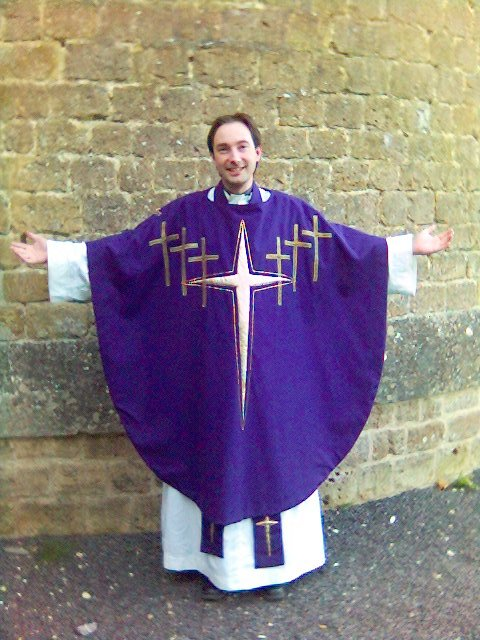
Preot cu epitrahil și felon colorate și împodobite cu cruci.

Trei ramuri sunt prezente în Bisericile Anglicane : anglo-catolicii, anglo-evanghelicii, și anglo-liberalii. În general, fiecare parohie își are orientarea ei. În Europa, marea majoritate a parohiilor sunt anglo-liberale. În America predomină anglo-catolicii, iar în Africa anglo-evanghelicii. În Australia aproape toate parohiile sunt anglo-catolice, în afară de orașul Sidney, care e anglo-evanghelic. Unele parohii, în special în diaspora, au grupuri făcând parte din cele trei ramuri ; unul și același preot poate sluji trei tipuri diferite de slujbe.
Anglo-catolicii se caracterizează prin folosirea ritului contemporan, o practică sacramentală intensă, preferință pentru celibatul preoților și monahism, liturghie zilnică și admiterea femeilor la preoție, iar în Canada, admiterea femeilor și la episcopat. În unele parohii, cu precădere în America, dar nu exclusiv, anglo-catolicii au și cultul Fecioarei Marie în stil romano-catolic sau ortodox rus, după caz.
Anglo-evanghelicii preferă ritul din 1662 ; practica lor sacramentală se reduce în general la participarea la liturghie. Sunt stricți cu privire la doctrina Bibliei, interpretată ca în Bisericile Reformei ; sunt opuși atât hirotonirii femeilor, cât și acceptării homosexualității. 
Anglo-liberalii iubesc ritul contemporan, dar nu au vreo practică sacramentală intensă. Sunt pentru hirotonirea femeilor, pentru mișcările gay, și interpretează Biblia metaforic. Unii dintre anglo-liberali sunt pentru o etică sexuală largă, alții ajung până a critica istoricitatea învierii lui Iisus.

## Astăzi
Biserica Anglicană trăiește o criză profundă, care mocnea de mult, dar care a izbucnit puternic pe 2 noiembrie 2003, cu ocazia hirotonirii ca episcop a lui Gene Robinson, un preot care trăiește cu un alt bărbat. Biserica Anglicană din Canada săvârșește slujbe de unire religioasă pentru cuplurile de același sex, dar cea din Africa condamnă homosexualitatea.
Pe 14 iulie 2014, Biserica Anglicană a decis să accepte episcopi femei.